# Nives Kavurić-Kurtović
Nives Kavurić-Kurtović (Zagreb, 18. siječnja 1938. – Zagreb, 30. listopada 2016.), hrvatska slikarica i akademkinja HAZU.

## Životopis
Godine 1962. diplomirala je na Akademiji likovnih umjetnosti u Zagrebu u klasi profesora Frane Baće. Od 1962. do 1967. bila je suradnica u majstorskoj radionici Krste Hegedušića. Do 1983. živi kao profesionalna umjetnica kada postaje profesorica na Akademiji likovnih umjetnosti u Zagrebu, na kojoj je od 1986. godine bila docentica, od 1990. godine redovita profesorica, a od 2007. professor emeritus Sveučilišta u Zagrebu.
1997. postaje redovita članica Hrvatske akademije znanosti i umjetnosti. Djela joj se nalaze u mnogim privatnim i javnim zbirkama u zemlji i inozemstvu.
Njezina djela često su nadrealistička i fantazmagorična s nemirnim rukopisom i profinjenim koloritom. Često ispisuje svoje ili tuđe tekstove. Služi se stečevinom informela i novog shvaćanja prostora.
Bila je članica HDLU-a i redovita članica Hrvatske akademije znanosti i umjetnosti (HAZU).
Kćerka je arhitekta Zvonimira Kavurića, dok joj je suprug bio profesor prava Šefko Kurtović.

## Nagrade i priznanja
- 1967. prva nagrada u Parizu na 5. Biennalu mladih
- 1968. prva nagrada u Grazu, 2. Internationale Malerwochen
- 1973. godišnja nagrada “Josip Račić”
- 1982. u Rijeci Grand prix na 8. međunarodnoj izložbi originalnog crteža
- 1990. u Zagrebu na 25. zagrebačkom salonu prva nagrada za slikarstvo
- 1996. Red Danice hrvatske s likom Marka Marulića za osobite zasluge u umjetnosti[2]
- 2004. nagrada “Vladimir Nazor” za životno djelo

## Vanjske poveznice
Mrežna mjesta
- Nives Kavurić-Kurtović - Prva dama hrvatskog nadrealizma  Arhivirana inačica izvorne stranice od 23. svibnja 2012. (Wayback Machine), Nacional 411/2003., www.nacional.hr